# Bracha Fuld

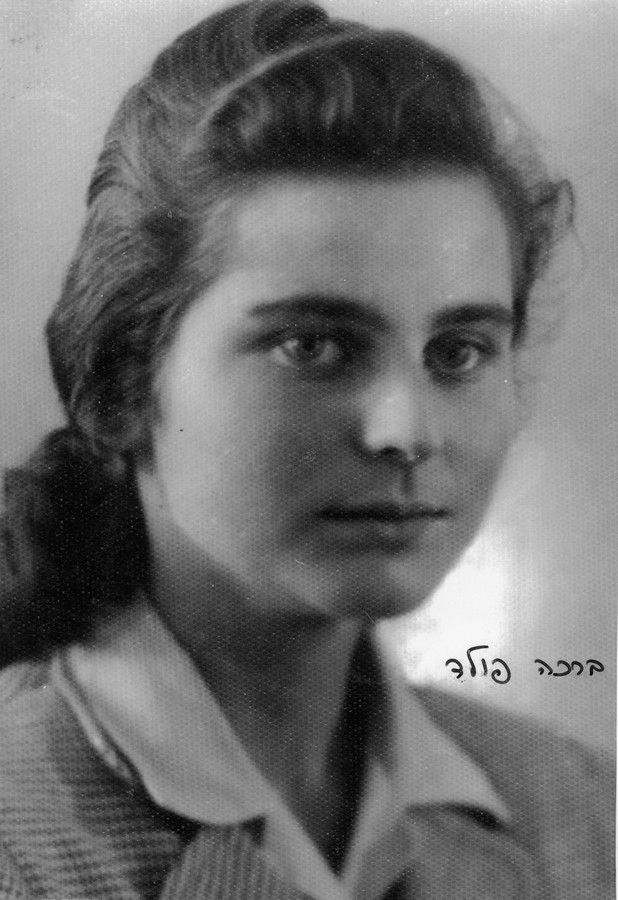
Bracha Fuld

Bracha (Barbara) Fuld (geb. 26. Dezember 1927 in Berlin; gest. 24. März 1946 in Tel Aviv) war eine deutschstämmige jüdische Kämpferin und Kommandantin des Palmach. Durch ihren frühen Tod während des Guerillakriegs gegen die britische Armee wurde sie zur Symbolfigur des jüdischen Widerstandes.

## Leben
Barbara Fuld wurde in Berlin geboren, ihr Vater, Lothar Fuld, war im Ersten Weltkrieg Offizier. Nach der Machtergreifung der Nationalsozialisten wurde der Druck auf die jüdische Familie größer. Lothar Fuld beging 1938 nach den Novemberpogromen Suizid, die übrige Familie gelangte über die Niederlande und England in das britisch-besetzte Palästina und lebte in Tel Aviv. Der deutsche Name Barbara wurde nach der Emigration in das hebräische Wort Bracha geändert, was Segen bedeutet. Nach der Schulzeit trat Bracha 1944 in den Palmach ein. Ende März 1946 steuerte das Flüchtlingsschiff Wingate mit 250 illegalen jüdischen Immigranten Richtung Palästina. Fuld kommandierte eine kleine Einheit mit acht Kämpfern, die eine Straße sichern sollte, auf der die Flüchtlinge entkommen sollten. Die Britische Armee vereitelte diesen Plan. Bracha Fuld kam bei dieser Aktion ums Leben. Begraben wurde sie auf dem Nahalat-Yitzhak-Friedhof in Givʿatajim.